# Edward Leonard Caum
Edward Leonard Caum ( * 1893 – 1952) fue un botánico, y micólogo estadounidense reconocido por su obra en las especies vegetales de Hawái.
En los 1920s, Caum trabajó con la "Asociación de Plantadores de Azúcar de Hawái" (acrónimo en inglés: HSPA), y con la ayuda de W.W.G. Moir de American Factors, y ambos ayudaron a conservar las colecciones de especies nativas de caña de azúcar de Hawái, como S. officinarum. Caum vivió con su esposa en la "casa H" del Lyon Arboretum hasta su deceso. Esa casa es hoy las Oficians centrales del "Lyon Arboretum".

## Algunas publicaciones
- edward l. Caum, edward y. Hosaka. 1936. A new species of Schiedea. Volumen 11, Nº 23 de Occasional papers of the Bernice Pauahi Bishop Museum of Polynesian Ethnology and Natural History.

### Libros
- 1928. Check list of Hawaiian land and fresh water mollusca. Ed. Honolulu : Bernice P. Bishop Museum. 79 pp.
- erling Christophersen, edward l Caum. 1931. Vascular plants of the Leeward Islands, Hawaii. Honolulu : Bernice P. Bishop Museum, 1931. 41 pp. + xvi planchas il. 3 cartas

## Honores

### Epónimos
- (Cucurbitaceae) Cladocarpa caumii (H.St.John) H.St.John[4]
- (Cucurbitaceae) Sicyos caumii H.St.John[5]
- (Portulacaceae) Portulaca caumii F.Br.[6]
- (Thymelaeaceae) Wikstroemia caumii Skottsb.[7]

- La abreviatura «Caum» se emplea para indicar a Edward Leonard Caum como autoridad en la descripción y clasificación científica de los vegetales.[8]